# Po stopinjah Valentina Staniča
Pohodna pot Po stopinjah Valentina Staniča je nastala v spomin slovenskemu duhovniku, alpinistu, pesniku, pisatelju, prevajalcu in učitelju, Valentinu Staniču, ki je obiskoval hrib Sv. Valentina in večkrat pešačil iz Salzburga domov v Bodrež. Dolga je 25 km (traja 8 ur), zato obstaja tudi njena krajša različica od Vrhovelj do Kanala – 12 km (traja 4 ure). Največji vzpon ima na začetku – do Sabotina premaga 500 m višinske razlike. Najvišja točka je Korada (812 m). Pot je izključno pohodniška in ni zahtevna, v celoti je markirana. Planinsko društvo Valentin Stanič Kanal ga vsako leto konec marca organizira.

## Potek poti
1. Solkan
2. Sabotin
3. Vrhovlje pri Kojskem
4. Korada
5. Gorenja vas pri Kanalu
6. Kanal ob Soči

## Opis poti
Začne se na Srebrničevem trgu v Solkanu. Najprej gre po cesti proti Kanalu na soški most Osimske ceste, ki pelje v Goriška brda. Od tod se vidi solkanski železniški most s 85-metrskim kamnitim lokom iz leta 1906. Vzpne se po pobočju Sabotina, najprej po cesti, nato po stezi. Odpre se razgled na Novo Gorico, pozidano med Solkanom in Gorico. Valentin je 28 let živel v Gorici.
Po uri hoje pot dospe do ostalin cerkvice Sv. Valentina, pozidane v 14. stoletju. V njej je Stanič praznoval svoj god, vendar ni šel po tej poti, temveč iz Gorice čez pevmski most na briško stran do vznožja Sabotina, nato pa po sedanjem italijanskem ozemlju do cerkvice. 
Po Sabotinskem grebenu pot prispe na vrh 609 m visokega Poklona. Na jugu se vidi Kras, Goriško ravnino, Sočo in morje. Na zahodu so gričevnata Brda, Furlanska nižina in za njo Karnijske Alpe. Med Brdi na levi in Soško dolino na desni strani se pot nadaljuje po grebenu z ostanki jarkov, bunkerjev in kavern s prizorišča bojev med italijansko in avstro-ogrsko armado v prvi svetovni vojni. V času Goriške fronte septembra 1943 je čez Sabotin potekala vojna črta, ki je obkoljevala Gorico.
Dve uri se pot spušča mimo zavetišča na Sabotinu do Vrhovlja pri Kojskem, kjer iz Soške doline preide v Brda, rimsko-dobno naselje. Na briških gričih uspeva vinogradništvo ter pridelovanje češenj in breskev. 
Na Vrhovljah se nadaljuje glavni pohod oziroma se začne njegova krajša različica. Pelje proti najvišji točki, planinskemu zavetišču pod vrhom 812 metrov visoke Korade – domačini ji pravijo Sveta Gendrca, Kobalar ali Kobališče. Severno se vidi Julijske Alpe, Stanič jim je z merilnimi napravami izmeril višino. Na severovzhodu je hrbet Kanalskega Kolovrata z romarsko cerkvijo Marijino Celje, ki je nastala po zgledu kraja Mariazell. Na drugi strani Soče so Banjšice, kjer je Stanič deloval. Nato gre pot po položni stezi do triangulacijske piramide na najvišji točki Korade. Blizu se nahaja cerkvica Sv. Gendrce, postavljena v začetku 16. stoletja in porušena med prvo svetovno vojno. Ponovno so jo pozidali leta 1936.
Pot se nadaljuje po slemenu Kanalskega Kolovrata. Čez vrh s cerkvico Sv. Jakoba in razgledom na Beneško hribovje ter Julijske Alpe se spusti mimo zaselka Ravne proti Kanalu ter mimo senika na Kalu v Gorenjo vas pri Kanalu. 
Spusti se pod železniško progo na most čez Sočo. Zgradili naj bi ga Rimljani, gotovo pa je bil zidan v srednjem veku, leta 1350. Leta 1813 so ga porušili umikajoči se francoski vojaki. Valentin je kot vikar v Ročinju naredil načrt in vodil gradnjo zasilnega lesenega mostu. Nov, zidan most je bil zgrajen leta 1816. Med prvo svetovno vojno je bil glavni lok čez Sočo porušen, po vojni pa obnovljen in betonsko razširjen.
Pohodna pot se zaključi v Kanalu, srednjeveškem mestu z občinskim središčem. Za mostom je staro mestno jedro. Ohranjena sta dva stolpa: galerija Rika Debenjaka ter gostišče Križnič. Na Kontradi stoji Gotska hiša s spominsko sobo skladatelja Marija Kogoja in knjižnico Josipa Kocijančiča. Na trgu ob cerkvi Marijinega vnebovzetja z gotskim prezbiterijem stoji Neptunov vodnjak iz leta 1815 in spomenik Valentinu Staniču kiparja Janeza Pirnata iz leta 1957.